# Жанрове кіно
Жанрове кіно — термін для позначення фільмів промислового виробництва, на противагу авторському кіно. Також використовується як ярлик для популярного кінематографа, що містить фантастичні, комічні, грубі або вульгарні елементи, щоб сподобатись широким масам та які вважаються менш якісними та загалом нижчими ніж фільми для еліти й освічених людей.